# Mamić
Mamić (Mamich) je hrvatska plemićka obitelj.
U Hrvatskoj danas živi oko 2300 ljudi s prezimenom Mamić, najviše u Zagrebu i Splitu, a u BiH u zapadnoj Bosni (oko Tomislavgrada).
U Hrvatskoj danas živi oko 2300 Mamića u 810 domaćinstava. Sredinom prošlog stoljeća bilo ih je približno 550.
Prisutni su u gotovo svim hrvatskim županijama, u 66 gradova i 129 manjih naselja, najviše u Zagrebu (660), Splitu (345), Lišanama Ostrovičkim u okolici Benkovca (145), Sesvetama (120), te u Bjelovaru (55).